# تصنيف ألعاب القوى البارالمبية
تصنيف ألعاب القوى لذوي الاحتياجات الخاصة هو نظام لتحديد الرياضيين ذوي الإعاقة الذين يمكنهم التنافس ضد بعضهم البعض في أحداث ألعاب القوى لذوي الاحتياجات الخاصة. يهدف التصنيف إلى تجميع الرياضيين الذين يتمتعون بمستويات مماثلة من القدرة البدنية للسماح بالمنافسة العادلة. أُنشئ التصنيف وإدارته من قبل اللجنة البارالمبية الدولية (IPC)، والتي تُنشر بانتظام من خلال دليل تصنيف ألعاب القوى IPC. يحق للأشخاص ذوي الإعاقات الجسدية والبصرية والفكرية التنافس في هذه الرياضة في دورة الألعاب البارالمبية الصيفية. أُنشئ تصنيف هذه الرياضة خلال أربعينيات القرن العشرين، وكان في معظم تاريخها المبكر عبارة عن نظام تصنيف يعتمد على الحالة الطبية. وقد أصبح نظام التصنيف بعد ذلك نظامًا يعتمد على التنقل الوظيفي، ويتجه نحو نظام تصنيف قائم على الأدلة.
كل فئة لديها رمز يتكون من حرف ورقمين، حيث يكون الحرف إما "T" أو "F" (يشير إلى أحداث المضمار أو الميدان) والرقم يمثل مستوى القدرة البدنية. يمكن تجميع تصنيفات IPC الحالية لألعاب القوى حسب الإعاقة على النحو التالي:
- T/F11–13 (ضعف البصر)
- T/F20 (ضعف عقلي)
- T/F31–34 (فعاليات الكراسي المتحركة للرياضيين الذين يعانون من اضطراب في الحركة، بما في ذلك الشلل الدماغي)
- T/F35–38 (أحداث المشي للرياضيين الذين يعانون من اضطراب الحركة، بما في ذلك الشلل الدماغي)
- T/F40–41 (قصور القامة، بما في ذلك التقزم)
- T/F42–44 (ضعف في الساق، تأثر الطرف السفلي بنقص في الأطراف، اختلاف في طول الساق، ضعف في قوة العضلات أو ضعف في نطاق الحركة)
- T/F45–47 (ضعف الذراع، الأطراف العلوية المتضررة من نقص الأطراف، ضعف قوة العضلات أو ضعف نطاق الحركة)
- T/F51–57 (فعاليات الكراسي المتحركة للرياضيين الذين يعانون من إعاقة في الجزء السفلي من الجسم، بما في ذلك الشلل النصفي )
- T/F61-64 (الطرف/الأطراف السفلية المتنافسة مع الطرف الاصطناعي المتأثر بنقص الأطراف واختلاف طول الساق )

## تعريف
تصنيف الرياضيين ذوي الاحتياجات الخاصة في الألعاب البارالمبية هو الأساس لتحديد من يمكنه التنافس في رياضات رياضية محددة، وضمن أي فئة. يُستخدم لأغراض إقامة المنافسة العادلة. تعتمد القواعد العامة لألعاب القوى لذوي الاحتياجات الخاصة على القواعد المخصصة للمنافسين الأصحاء. تعتمد التصنيفات العمياء على التصنيف الطبي، وليس التصنيف الوظيفي.

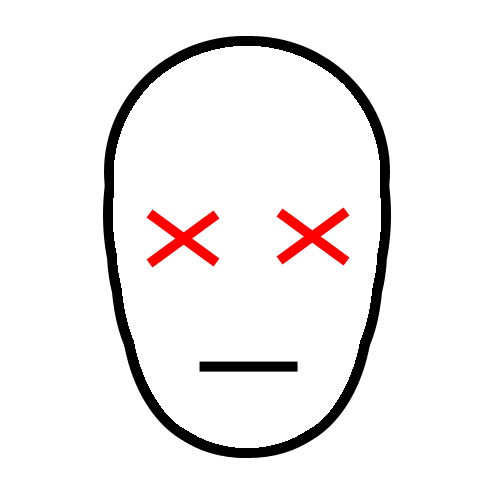
تصور الرؤية الوظيفية لمتسابق مصنف T11
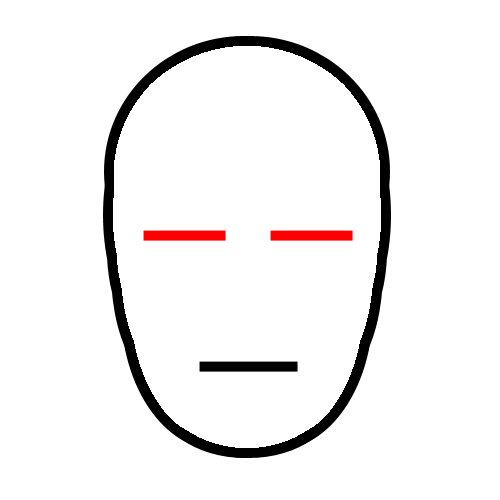
تصور الرؤية الوظيفية لمتسابق مصنف T12
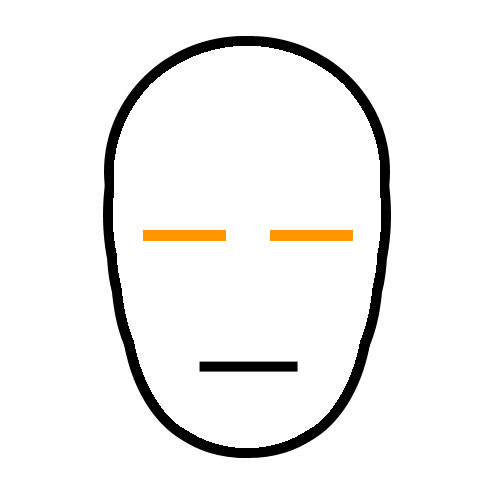
تصور الرؤية الوظيفية لمتسابق مصنف T13
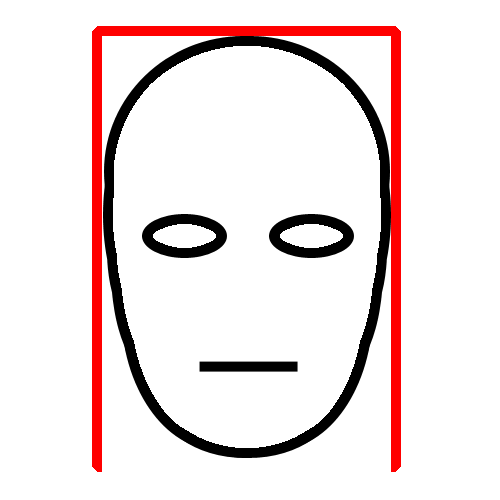
تصور التصنيف لمنافس مصنف في T20
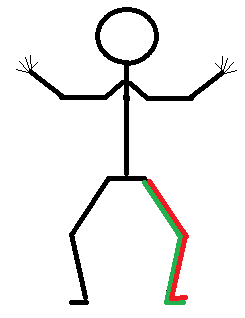
نوع الإعاقة لبعض المتنافسين المصنفين T42
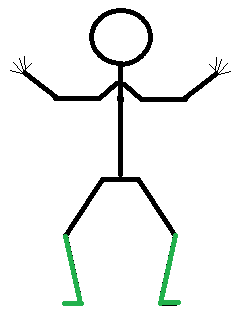
نوع الإعاقة لبعض المتنافسين المصنفين T43
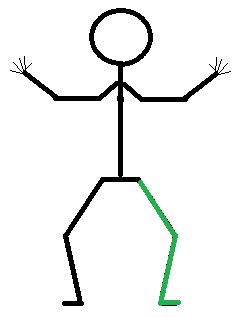
نوع الإعاقة لبعض المتنافسين المصنفين T43
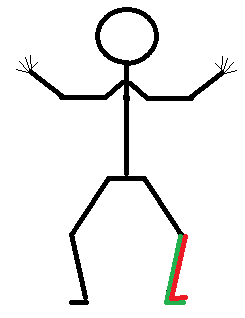
نوع الإعاقة لبعض المتنافسين المصنفين في الفئة T44
نطاق الحركة الوظيفية للمنافس المصنف T51
نطاق الحركة الوظيفية للمنافس المصنف T52

وبعيداً عن مستوى ضعف البصر، توصلت الأبحاث التي أجريت في المعهد المركزي للقدرات التوظيفية للأشخاص ذوي الإعاقة في موسكو إلى وجود فروق في القدرات الوظيفية استناداً إلى الاختلافات في حدة البصر. يلعب هذا دورًا مهمًا في سباقات ألعاب القوى.

## الحوكمة
يُعامل مع التصنيف من قبل اللجنة البارالمبية الدولية، مع التصنيف الموضح في دليل تصنيف ألعاب القوى للجنة البارالمبية الدولية. في حين أن CP-ISRA مهتمة بالرياضة لأنها مفتوحة للأشخاص المصابين بالشلل الدماغي، إلا أنها لا تخضع لسيطرتهم. في عام 1983، وضعت قواعد هذه الرياضة والموافقة على تصنيفها من قبل الاتحاد الدولي لألعاب القوى للهواة. في دورة الألعاب الصيفية لعام 1992، كان تصنيف ألعاب القوى يحكمه أربعة هيئات رياضية مختلفة بما في ذلك IBSA وISOD وISMWSF وCP-ISRA.

## الأهلية
اعتبارًا من 2012, people with physical, vision, and intellectual disabilities are eligible to compete in this sport.

## تاريخ
أُنشئ تصنيف هذه الرياضة خلال أربعينيات القرن العشرين، وكان في معظم تاريخها المبكر عبارة عن نظام تصنيف يعتمد على الحالة الطبية. كان أحد الأمثلة على التصنيف في هذه الفترة هو L2 SCI، والذي كان مخصصًا للمتنافسين الذين كان لديهم وظائف طبيعية باستثناء شلل الأطراف السفلية. لن يتنافس هؤلاء المتنافسون في سباقات الكراسي المتحركة ضد مبتوري الساقين فوق الركبة، لأنه على الرغم من أن إعاقاتهم الوظيفية كانت متشابهة، إلا أن ظروفهم الطبية لم تكن كذلك. أقيمت أول سباقات الكراسي المتحركة في عام 1952 في مستشفى ستوك مانديفيلي. بحلول عام 1955، أدرك الألمان أن هناك حاجة إلى التصنيف في أحداث ألعاب القوى لأنه كان من غير العدل بشكل منهجي الإصرار على أن يتنافس شخص مبتور الساق فوق الركبة مع رياضيين أصحاء في أحداث مثل دفع الجلة.
في عام 1964، أُنشئت المنظمة الدولية للرياضة للمعوقين (ISOD). لقد أنشأوا أول نظام تصنيف رسمي، والذي كان يحتوي على 27 فئة. قُلص هذا العدد إلى 12 فئة لدورة الألعاب البارالمبية الصيفية عام 1976 وقُلص مرة أخرى إلى تسع فئات لدورة الألعاب البارالمبية الصيفية عام 1992. خلال أواخر الستينيات وأوائل السبعينيات، كان نظام التصنيف، الذي أُنشئ على شكل سلسلة من "الإعاقات"، يُنظر إليه على أنه إشكالي لأنه في الجهود المبذولة لوصف الإعاقة بشكل واضح وتعزيز العدالة، كان عدد التصنيفات يجعل تنظيم الأحداث التنافسية أمرًا صعبًا. كان عدد الأشخاص في التصنيف قليلًا جدًا لدرجة أن حدثًا دوليًا للأشخاص ذوي الإعاقة قال "1000 متسابق = 1000 فائز". كانت هناك بعض الاستثناءات لهذا في فئات مثل شلل الساقين المزدوج نتيجة لإصابة في الدماغ أو العمود الفقري وبتر ساق واحدة.
في عام 1983، صُنف المتنافسين المصابين بالشلل الدماغي في هذه الرياضة من قبل جمعية الرياضة والترفيه الدولية للمصابين بالشلل الدماغي (CP-ISRA). كان هناك خمسة تصنيفات للشلل الدماغي. في ذلك العام، تنافس ما بين 80 إلى 85% من جميع المتنافسين المصابين بالشلل الدماغي في نفس التصنيف. كان هناك تصنيف منفصل لأحداث المضمار وأحداث الميدان. سيتنافس المتسابقون من الفئة 2 في سباق 20 مترًا باستخدام الدفع بالذراع، وسباق 60 مترًا باستخدام الدفع بالساق، وسباق 200 متر باستخدام الدفع بالساق، وسباق التتابع المكوكي 3 × 60 مترًا، والذي يتطلب 3 متسابقين من الفئة 2، ويجب أن يكون 3 منهم متسابقًا من الفئة 2. في الأحداث الميدانية، يمكن للمتنافسين التنافس في مسابقة دفع الكرة الطبية، ومسابقة الكرة الركلية، ومسابقة رمي النادي، ومسابقة دفع الجلة.
في عام 1983، وضعت الجمعية الدولية للرياضة والترفيه لمرضى الشلل الدماغي (CP-ISRA) قواعد الأهلية للتصنيف. وقد عرفوا الشلل الدماغي بأنه آفة دماغية غير تقدمية تؤدي إلى ضعف. كان الأشخاص المصابون بالشلل الدماغي أو تلف الدماغ غير التدريجي مؤهلين للتصنيف من قبلهم. كما تناولت المنظمة تصنيف الأشخاص ذوي الإعاقات المماثلة. بالنسبة لنظام التصنيف الخاص بهم، لم يكن الأشخاص المصابون بالسنسنة المشقوقة مؤهلين ما لم يكن لديهم دليل طبي على خلل في الحركة. كان الأشخاص المصابون بالشلل الدماغي والصرع مؤهلين للمشاركة بشرط ألا تؤثر حالتهم على قدرتهم على المنافسة. كان الأشخاص الذين أصيبوا بالسكتات الدماغية مؤهلين للتصنيف بعد الحصول على الموافقة الطبية. لم يكن المتنافسون المصابون بالتصلب المتعدد، واعتلال العضلات، واعتلال المفاصل مؤهلين للتصنيف من قبل CP-ISRA، ولكنهم كانوا مؤهلين للتصنيف من قبل المنظمة الدولية للرياضة للمعاقين لألعاب الآخرين.
خلال ثمانينيات القرن العشرين، كان هناك 8 فصول للمتنافسين المصابين بالشلل الدماغي، و3 فصول للمتنافسين ذوي الإعاقات البصرية، و9 فصول للمتنافسين ذوي مشاكل المشي، وستة فصول للرياضيين الآخرين. كانت تصنيفات ألعاب القوى للأشخاص ذوي الإعاقة الذهنية موجودة بحلول عام 1984 في سياق الألعاب الأولمبية الخاصة. في بعض الحالات، كانت هناك فئة واحدة للإعاقة الفكرية مع تقسيم الأحداث حسب العمر من أجل السماح بالمنافسة المتساوية بين المتسابقين. أقيمت بعض هذه السباقات في كندا وتنافست فئات الإعاقة خلال فعاليات الأشخاص الأصحاء.
مع اقتراب دورة الألعاب البارالمبية الصيفية عام 1992، كان هناك دفع نحو التحرك بشكل أكبر نحو نظام تصنيف وظيفي من قبل اللجنة التنسيقية الدولية واللجنة الفنية للجنة البارالمبية الدولية. وصل الأمر إلى ذروته في اجتماع اللجنة المنظمة للألعاب الأولمبية في برشلونة في نوفمبر/تشرين الثاني 1989، عندما بدأت المناقشة حول الأحداث والتصنيفات التي ينبغي أن تكون مؤهلة للانضمام إلى الألعاب. دراسة أجرتها اللجنة المنظمة وجامعة البوليتكنيك في كاتالونيا قبل الاجتماع. وقد نظرت الدراسة إلى نتائج ألعاب ستوك ماندفيل في عامي 1984 و1987، وألعاب نيويورك عام 1984، ومسابقة بروكسل عام 1985، ومسابقة روما عام 1985، ومسابقة بورتوريكو عام 1986، ومسابقة باريس عام 1987، وألعاب سيول عام 1988، ومسابقة نوتنغهام عام 1989. واقترحت الدراسة سلسلة من الفصول الدراسية، بناءً على النتائج التنافسية، لاستخدامها في برشلونة. وأصرت اللجنة المنظمة المحلية على تطبيق مثل هذا النظام لضمان أن تكون الرياضة في الألعاب البارالمبية جدية وتنافسية، وليس ترفيهية. و نفذت اقتراحات التصنيف للرياضات مثل السباحة وألعاب القوى. خلال أواخر الثمانينيات وأوائل التسعينيات، كانت هناك حركة بعيدًا عن التصنيف الطبي نحو أنظمة التصنيف الوظيفية. بعد ذلك، تضمنت دورة الألعاب البارالمبية الصيفية لعام 1992 أربعة تصنيفات لسباق الكراسي المتحركة، بانخفاض عن 7 تصنيفات في دورة الألعاب البارالمبية الصيفية لعام 1988.
خلال تسعينيات القرن العشرين، كان هناك قرار لمحاولة تحديد تصنيف الرياضيين حتى يتمكن المتنافسون من الحصول على مزيد من اليقين بشأن التصنيف الذي سيتنافسون فيه قبل حضور أي حدث. كان هذا تغييرًا كبيرًا لأنه في السابق، كان يُصنف الرياضيين قبل وأثناء الحدث مباشرة.
في عام 1992، تولت اللجنة البارالمبية الدولية رسميًا مسؤولية إدارة الرياضة الخاصة بالمعاقين. كانت دورة الألعاب الأولمبية لعام 1992 هي الأولى التي تنافس فيها رياضيون من أنواع مختلفة من الإعاقات ضد بعضهم البعض، وكان للرياضيين الحق المضمون في استئناف تصنيفهم. كانت تصنيفات الكراسي المتحركة جزءًا من دورة ألعاب الكومنولث عام 1994.
في دورة الألعاب البارالمبية الصيفية عام 1996، كان هناك 44 تصنيفًا لألعاب القوى، 20 منها لألعاب المضمار و24 لألعاب الميدان. غطت التصنيفات أربعة أنواع واسعة من الإعاقة. في عام 1997، كان هناك أربعة تصنيفات مرتبطة بإصابات العمود الفقري للاعبي المضمار على الكراسي المتحركة. كانت هذه المستويات T1 للمصابين بالشلل الرباعي، وT2 للمتنافسين الذين لديهم قدرة جزئية على الحركة في جذعهم وأذرعهم، وT3 للمتنافسين الذين تمكنوا من استخدام جذعهم إلى منتصفه وأذرعهم بشكل جيد، وT4 للرياضيين الأصحاء من الخصر والأشياء، والتي شملت أيضًا مبتوري الأطراف. نظام تصنيف من F1 إلى F7 كان موجودًا في ذلك الوقت للمتنافسين على الكراسي المتحركة في الأحداث الميدانية. كان هناك أيضًا نظام تصنيف للرياضيين المكفوفين من B1 إلى B3.
عند الدخول إلى دورة الألعاب البارالمبية الصيفية لعام 2000، كانت هناك مخاوف أثارها أعضاء مجتمع الشلل الدماغي بشأن الحاجة إلى الحفاظ على نظام تصنيف وظيفي متعدد داخل هذه الرياضة خصيصًا لهذه الفئة من الرياضيين نظرًا للنطاق الكبير من القدرة الوظيفية داخل المجتمع المصاب بالشلل الدماغي والإعاقات الوظيفية الحركية الأخرى. ضُمن العديد من الفئات في هذه الرياضة في دورة ألعاب الكومنولث لعام 2002. جعل نظام التصنيف الجديد T1 يعادل < مستوى الإعاقة العصبية C6 و1A للتصنيف الطبي، وT2 يعادل مستوى الإعاقة العصبية CYB، و1B و1C للتصنيف الطبي، وT3 يعادل مستوى الإعاقة العصبية C7-T7، و1c و2 و3 للتصنيف الطبي، وT4 يعادل مستوى الإعاقة العصبية T8-S2 و3 و4 و5 و6 للتصنيف الطبي. في عام 2005، كان لألعاب القوى خمسون سباقًا مختلفًا لسباق 100 متر عندما جُمعت الأحداث حسب الجنس والتصنيف. وتشمل هذه التصنيفات سبعة تصنيفات للكراسي المتحركة، وستة فئات أخرى، وتسع فئات للمبتورين، وثماني فئات للشلل الدماغي، وثلاث فئات للمكفوفين.
ونتيجة للمشكلات التي واجهتها دورة الألعاب البارالمبية الدولية في تحديد الوظائف بشكل موضوعي، والتي أعاقت دورة الألعاب البارالمبية التي أقيمت في برشلونة، كشفت اللجنة البارالمبية الدولية عن خطط لتطوير نظام تصنيف جديد في عام 2003. دخل نظام التصنيف هذا حيز التنفيذ في عام 2007، وحدد عشرة أنواع مختلفة من الإعاقة المؤهلة للمشاركة على المستوى البارالمبي. لقد تطلب الأمر أن يكون التصنيف محددًا للرياضة، وكان له دوران. الأول هو أنه حدد الأهلية للمشاركة في الرياضة وأنه أنشأ مجموعات محددة من الرياضيين المؤهلين للمشاركة وفي أي فئة. أوكلت اللجنة الدولية للصليب الأحمر إلى الاتحادات الدولية مهمة تطوير أنظمة التصنيف الخاصة بها ضمن هذا الإطار، مع التأكيد على ضرورة أن تعتمد تلك الأنظمة على نهج قائم على الأدلة ناتج عن البحث العلمي. استمر استخدام التصنيفات الوظيفية في العقد الأول من القرن الحادي والعشرين. في عام 2010، أعلنت اللجنة البارالمبية الدولية أنها ستصدر دليل تصنيف ألعاب القوى الجديد الذي يتعامل على وجه التحديد مع الإعاقات الجسدية. سيُطبق دليل التصنيف هذا بعد حفل ختام دورة الألعاب البارالمبية الصيفية 2012. يجب أن يكون عمر الرياضيين 18 عامًا على الأقل للتنافس في فئتي T40/F40 وT41/F41. كان الهدف من ذلك منع الأطفال الذين ما زالوا في مرحلة النمو من التنافس في هذه الفئة على الرغم من عدم معاناتهم من الإعاقة.
اعتبر بعض المدافعين عن الرياضة للأشخاص ذوي الإعاقة مثل هورست ستروخكيندل أن المناقشة حول إدراج المنافسين في المسابقات للأشخاص ذوي الإعاقة بمثابة عائق أمام تطوير نظام تصنيف مستقل لا يعتمد على قواعد الرياضة للأشخاص ذوي الإعاقة.

## الفصول الدراسية
هناك أربعة تصنيفات للرياضيين على الكراسي المتحركة المصابين بالشلل الدماغي واضطرابات الحركة المماثلة: T31 و T32 و T33 و T34. هناك أيضًا أربع فصول لرياضيي الكراسي المتحركة الذين يعانون من إعاقات أخرى، مثل إصابة الحبل الشوكي. وهي تشمل T51 و T52 و T53 و T54. التصنيف T54 المستخدم حاليًا مماثل لتصنيف L2 SCI المبكر ولكنه أوسع منه. مثل إصابة الحبل الشوكي L2، فإنها تشمل المتنافسين الذين لديهم وظائف طبيعية باستثناء شلل الأطراف السفلية؛ وعلى عكس إصابة الحبل الشوكي L2، فإنها تشمل أيضًا مبتوري الساقين الثنائيين. إذا كانت عضلات البطن لدى المتسابق مشلولة، فيمكن تصنيفها على أنها T53. تتراوح فعاليات الرياضيين على الكراسي المتحركة من سباقات 100 متر إلى الماراثون.
في ألعاب القوى، يكون للبتر الثنائي أسفل الكوع تأثيرًا ضئيلًا على القدرة الوظيفية على الجري لمسافات طويلة. ونتيجة لذلك، تختلف التصنيفات الرياضية عن السباحة بسبب الاختلافات في متطلبات استخدام الجسم التي تؤثر على الأداء.

## مستويات التصنيف
تتوفر مستويات التصنيف: مؤقت، وطني، ودولي. الأول مخصص للرياضيين الذين لا يستطيعون الوصول إلى لوحة التصنيف الكاملة؛ وهو مؤشر مؤقت للفئة، ويستخدم فقط في المستويات الأدنى من المنافسة. ويمكن استخدام الثاني في كافة المسابقات المحلية. للتنافس على المستوى الدولي، يلزم الحصول على تصنيف على المستوى الدولي.

## في دورة الألعاب البارالمبية
كانت سباقات الكراسي المتحركة واحدة من الرياضات الأساسية في دورة الألعاب البارالمبية الصيفية الأصلية عام 1960. كان الرياضيون المصنفون على الكراسي المتحركة فقط مؤهلين للتنافس في دورة الألعاب البارالمبية الصيفية لعام 1960 في روما في هذه الرياضة. واستمر هذا في دورة الألعاب البارالمبية الصيفية عام 1964 في طوكيو ودورة الألعاب البارالمبية الصيفية عام 1968 في تل أبيب.
باعتبارها رياضات استعراضية، سُمح للمبتورين وضعاف البصر بالتنافس في ألعاب القوى لأول مرة في دورة الألعاب البارالمبية الصيفية عام 1972. سُمح للمتنافسين المصابين بالشلل الدماغي بالتنافس في الألعاب البارالمبية لأول مرة في دورة الألعاب البارالمبية الصيفية عام 1984.
في دورة الألعاب البارالمبية الصيفية لعام 1992، كان جميع أنواع الإعاقة مؤهلة للمشاركة، حيث صُنفوا من خلال جميع هيئات التصنيف الرئيسية، وصُنف بناءً على نوع الإعاقة. آجري التصنيف العام والوظيفي في القرية البارالمبية في الكتلة 2 من 29 إلى 31 أغسطس.
في دورة الألعاب البارالمبية عام 1996، تطلب التصنيف الفوري توفر معدات رياضية ليستخدمها المصنفون لتقييم تصنيف المتنافسين في الميدان. في دورة الألعاب البارالمبية الصيفية عام 1996، كان التصنيف مهمًا لأنه إذا أدت التصنيفات الفورية إلى تغييرات في تصنيف المتنافس، فقد أثر ذلك على جدول المنافسة. وبالتالي، كان يُنظر إلى التصنيف الفوري أو إعادة التصنيف باعتباره جانبًا سلبيًا لهذه الألعاب والحركة البارالمبية بشكل عام. في دورة الألعاب البارالمبية الصيفية لعام 2000، أُجري 215 تقييمًا في الألعاب. وقد أدى هذا إلى تغيير 30 فئة. أُحتج على 3 من هذه الألعاب من قبل اللجنة البارالمبية الوطنية و 9 من قبل الجمعية البارالمبية الوطنية. أُيد 8 من هذه الأحكام ورُفض 4 منها. قُدم 28 استئنافًا للتصنيف في ألعاب القوى في دورة الألعاب البارالمبية الصيفية لعام 2000 شملت 18 رياضيًا مما أدى إلى 10 تغييرات في الفئات.
بالنسبة لدورة الألعاب البارالمبية الصيفية 2016 في ريو، كان تصنيف اللجنة البارالمبية الدولية صفرًا في سياسة الألعاب. طُبقت هذه السياسة في عام 2014، بهدف تجنب التغييرات في اللحظة الأخيرة في الفصول الدراسية والتي من شأنها أن تؤثر سلبًا على استعدادات تدريب الرياضيين. كان لزامًا على جميع المتنافسين أن يُصنفوا دوليًا مع تأكيد حالة تصنيفهم قبل الألعاب، مع استثناءات لهذه السياسة يُعامل معها على أساس كل حالة على حدة. وفي حال كانت هناك حاجة إلى التصنيف أو إعادة التصنيف في الألعاب على الرغم من بذل أفضل الجهود، فقد حُدد موعد تصنيف ألعاب القوى في الرابع والخامس من سبتمبر/أيلول في الاستاد الأولمبي. بالنسبة للرياضيين ذوي الإعاقات الجسدية أو الفكرية الذين يخضعون للتصنيف أو إعادة التصنيف في ريو، فإن حدث المراقبة أثناء المنافسة هو ظهورهم الأول في المنافسة في الألعاب.

## مستقبل
تعمل اللجنة البارالمبية الدولية، وهي الهيئة الرئيسية لتصنيف الرياضات الخاصة بالمعاقين، على تحسين التصنيف ليصبح نظامًا يعتمد على الأدلة أكثر من كونه نظامًا يعتمد على الأداء حتى لا يعاقب الرياضيين النخبة الذين يجعلهم أداؤهم يظهرون في فئة أعلى إلى جانب المنافسين الذين يتدربون بشكل أقل.